# Геологическая (платформа)
Геологическая — железнодорожная станция Владивостокского отделения Дальневосточной железной дороги на линии Угольная — Мыс Астафьева в городе Артём Приморского края.